# Agnieszka Rozenbajgier
Agnieszka Rozenbajgier (* 19. Dezember 1980 in Chelm) ist eine polnische Schauspielerin. Sie spielte die Hauptrollen in den Edwin Brienen Filmen Viva Europa! und Lena will es endlich wissen. Sie lebt zurzeit in Hamburg.

## Filmografie
- 2007: Anna (Kurzfilm)
- 2009: Kinderspiel (Kurzfilm)
- 2009: Viva Europa! – Regie: Edwin Brienen
- 2010: Dinner Royale – Regie: Lana Cooper
- 2011: Lena will es endlich wissen – Regie: Edwin Brienen